# Saloua Raouda Choucair
Saloua Raouda Choucair (arabisch سلوى روضة شقير, DMG Salwā Rauḍa Šuqair; geboren 24. Juni 1916 in Beirut, Osmanisches Reich; gestorben 27. Januar 2017) war eine libanesische Malerin und Bildhauerin. Sie gilt als eine der ersten Künstlerinnen im Libanon, die sich der modernen Abstraktion zuwandten.

## Leben
Aufgewachsen als Drusin in Beirut, damals noch Teil des Osmanischen Reichs, zählten neben Kunst auch Naturwissenschaften, Geschichte und Philosophie zu ihren Interessen. Choucair studierte Naturwissenschaften am Beirut College for Women. Künstlerische Ausbildungsstationen waren 1935 im Atelier des libanesischen Malers Moustafa Farroukh (1901–1957) und 1942 bei Omar Onsi (1901–1969). Ihre erste Ausstellung hatte sie 1947 in einer Galerie in Beirut. Als Choucair 1948 nach Paris kam, begann sie, ihre Erfahrung der Abstraktion in der arabischen Kunst mit der modernen westlichen Kunst zu verknüpfen. In Paris studierte sie an der École nationale supérieure des Beaux-Arts und besuchte das Atelier von Fernand Léger. Im Jahr 1950 stellte sie im Salon des Réalités Nouvelles aus und hatte 1951 eine Einzelausstellung in Paris bei Colette Allendy.
1951 kehrte sie nach Beirut zurück und stellte in den 1960er Jahren jährlich im Salon du Printemps im UNESCO-Palast und im Salon d'Automne im Sursock-Museum aus, wobei sie mehrfach Auszeichnungen und eine gewisse nationale Anerkennung erhielt. Ihre Werke wurden daraufhin zudem in Beiruter Galerien und Ausstellungshäusern gezeigt. In den 1960er Jahren weitete sie ihre Arbeit auf die Bildhauerei aus, und sie wurde 1963 für eine Steinplastik im öffentlichen Raum Beiruts ausgezeichnet. 1986 war sie Dozentin an der Fakultät für Ingenieurwesen und Architektur der American University of Beirut.
Außerdem unterrichtete Choucair im Rahmen des 1952 durch die USA initiierten Point-IV-Programms in ländlichen Gebieten des Libanon kunsthandwerkliche, insbesondere keramische Techniken. Auch dabei lag ihr spezifischer Fokus auf der Ausbildung moderner Gestaltung in traditioneller Fertigungsweise. Ihr wurde es daraufhin 1955 ermöglicht, in die USA zu reisen.
Ausgezeichnet wurde sie 1985 mit dem Preis der General Union of Arab Painters und 1988 mit der Medaille der libanesischen Regierung. Erst spät erfuhr sie mit Retrospektiven im Beirut Exhibition Center 2011 und in der Tate Modern in London 2013 wieder internationale Bekanntheit und Rezeption. Bei der Ausstellung in London waren einige Plastiken und Bilder zu sehen, die die Tate Modern erworben hatte: Composition in Blue Module 1947–1951, The Screw 1975–7, Infinite Structure 1963–5, Poem Wall 1963–5 und Poem 1963–5.

## Werk
Choucairs Werke vereinen eine Vielzahl an Einflüssen. Vor allem eine Auseinandersetzung mit islamischer Architektur und Kultur mit deren fundamentaler Geometrie gilt als signifikante Einflussgröße, ein Aufenthalt in Ägypten wird hierbei als prägende Erfahrung angeführt. Wiederholt wird als Auslöser dieser intensiven Beschäftigung Choucairs die abwertende These ihres Professors Charles Malik an der American University of Beirut angeführt, der islamische im Vergleich zu griechischer Kunst als rein dekorativ beschrieb, da sie nicht vom menschlichen Akt inspiriert sei. Choucairs Aussage „All the rules that I apply are derived from the Islamic religion and from Islamic geometric design.“ bringt ihre Überzeugung zum Ausdruck, dass eine Auseinandersetzung mit Prinzipien islamischer Gestaltung in moderner Kunst erfolgen könne. Yasmine Nacade Taan hebt zudem den Einfluss rasanter zeitgenössischer Neuerungen auf Choucairs Praxis hervor.
Es ist vor allem ihr bildhauerisches Werk – zahlreiche Plastiken und Skulpturen aus diversen Materialien wie Holz, Stein, Messing, Aluminium, Ton oder Fieberglas –, für das Choucair heute bekannt ist.
In ihrer ersten bildhauerischen Serie Trajectory of a Line (1957–59) schnitzte Choucair charakteristische Vertiefungen, Rücksprünge und Durchbrüche in Holzblöcke, die Ergebnisse wurden später in Messing gegossen. Wie der Titel andeutet, untersuchte Choucair vor allem Potenziale und Grenzen der Lineatur in der Dreidimensionalen, setzte Kurven und Linien in oft systematischen, labyrinthhaften Kombinationen ein. Die Strukturen waren nicht rein willkürliche Formfindungen, sondern basierten vor allem auf Modellen von DNA-Strängen. Die Studie der Kurve nahm Choucair in den 1970er Jahren in der Trajectory of an Arc Serie wieder auf. Häufig war in ihren Werkreihen eine in größerem Maßstab umgesetzte Platzierung im öffentlichen Raum angestrebt. In der Praxis wurden diese Konzeptionen kaum realisiert.
Inspiriert von der Struktur sufistischer Gedichte entstand eine Serie modularer Skulpturen mit dem späteren Titel Poems oder Kasa’id. In der arabischen Dichtkunst kann ein Vers oder eine Strophe sowohl alleine bestehen als auch Teil eines Gedichts, eines holistischen Ganzen sein. Ineinandergreifende Einheiten der einzelnen Plastiken können auf vergleichbare Weise sowohl als Solitär als auch gestapelt arrangiert werden. Der durch Ähnlichkeiten und dennoch auch Unterschiede der einzelnen Sequenzen entstehende Rhythmus wird mit einem Versmaß gleichgesetzt. Die taktile Anwendung im potenziellen Separieren und erneuten Zusammensetzen zeugt von einer Faszination für Puzzles und Gleichungen und erinnert an Logik- und Denkspiele.
Über Jahrzehnte setzte Choucair sich zudem mit Le Corbusiers Unité d’habitation in Marseille auseinander, die sie Ende der 1940er Jahre in noch unfertigem Zustand sah und dokumentierte. Ihre Notizen und Fotografien lassen auf ein Interesse an der lösungsorientierten Auseinandersetzung mit Raum und Form schließen. Kaelen Wilson-Goldie weist zudem darauf hin, dass Choucair auch durch den ägyptischen Architekten Hassan Fathy und dessen Bestrebungen sozialer Architektur Impulse erfahren habe.

## Ausstellungen
Gruppenausstellungen, in denen Werke von Choucair gezeigt wurden:
- Biennale von Alexandria (1968)
- Contact Art Gallery (1972)
- Gallery One (1974)
- Modulart (1975)
- Dar El Fan (1975)
- Beirut and the Golden Sixties: A Manifesto of Fragility, Martin-Gropius-Bau, Berlin (2022)[22]
- In The Heart Of Another Country, Deichtorhallen Hamburg (2022/23)[23]
- Radikal! Künstlerinnen* und Moderne 1910–1950, Museum Arnhem, Saarlandmuseum, Österreichische Galerie Belvedere (2024/2025)

Retrospektiven:
- Beirut Exhibition Center (2011)
- Tate Modern (2013)